# Ремігіюс Валюліс
Ремігіюс Валюліс  (лит. Remigijus Valiulis, 20 вересня 1958 — 19 липня 2023) — радянський легкоатлет, олімпійський чемпіон.

## Виступи на Олімпіадах
| Олімпіада   | Дисципліна              | Місце |
| ----------- | ----------------------- | ----- |
| Москва 1980 | естафета 4 x 400 метрів | 1     |